# Joan Ferràndiz i Castells
Joan Ferràndiz i Castells (Barcelona, 31 de desembre de 1917 - Barcelona, 15 d'agost de 1997) fou un pintor i escriptor català, germà de l'actriu Paquita Ferràndiz.

## Biografia
Fill de Francesc Ferràndiz i Carbonell. Estudià a l'Escola de Belles Arts de Barcelona i després va fer dibuixos animats. Col·laborà al film Érase una vez (1948-1950) i escriví i il·lustrà molts llibres per a infants com Mantingueu net el cor i Siguem-hi tots, per a les editorials Baguñà, Chamartín i Bruguera. Des del 1952 ha estat reconegut internacionalment com a autor d'un tipus de nadala amb pastors o àngels estilitzats, riallers i bonhomiosos, que ha estat molt imitat. Dibuixos seus il·lustraren el programa del Festival Pau Casals d'Acapulco el 1960, editat amb motiu de la primera audició mundial d'El Pessebre.
Endemés, ha obtingut l'englantina als Jocs Florals de la Llengua Catalana de Lausana de 1976 i l'accèssit a l'Englantina en els Jocs Florals de Barcelona de 1979. El 1991 va obtenir la Creu de Sant Jordi. Fou membre de l'Associació d'Escriptors en Llengua Catalana (AELC).

## Obres
- La nena que va deixar de plorar
- Pèl Ros i Poruquet. El valent Tonet.
- Piu, Repiu i els ocells. Barcelona (1966)
- Núria la pastora (1966)
- El valent Tonet. Barcelona (1967)
- Peret escombriaire (1969)
- Anna la barquera (1969)
- Cuallarg i Mr. Cuc (1969)
- En Cau Coniller (1971)
- Minus i els ratolins (1971)
- Les obres de misericòrdia (1971)
- Siguem-hi tots (1973)
- Mireia la pastora. Pius i els ocells (1973)
- Paqui-Derm i Trompa (1975)
- Jo sóc un ocell. Un petit país (1975)
- Mosa i Octavi. Mantingueu net el cor. (1975)